# Kap Hurley
Kap Hurley ist eine vereiste Landspitze an der ostantarktischen Georg-V.-Küste. Sie markiert östlich den Ausgang einer Senke, die vom Mertz-Gletscher eingenommen wird.
Teilnehmer der Australasiatischen Antarktisexpedition (1911–1914) unter der Leitung des australischen Polarforschers Douglas Mawson entdeckten das Kap. Mawson benannte es nach Frank Hurley (1885–1962), dem Fotografen der Forschungsreise.